# Geomyces pulvereus
Geomyces pulvereus är en svampart som beskrevs av A.D. Hocking & Pitt 1988. Geomyces pulvereus ingår i släktet Geomyces, klassen Leotiomycetes, divisionen sporsäcksvampar och riket svampar.   Inga underarter finns listade i Catalogue of Life.